# Alfredo Simón
Alfredo Simón Cabrera (né le 8 mai 1981 à Santiago en République dominicaine) est un lanceur droitier de la Ligue majeure de baseball. 

## Carrière
Après des études secondaires au Liceo Gregorio, Alfredo Simon est repêché par Phillies de Philadelphie le 2 juillet 1999. Pendant neuf saisons, Afredo se contente d'évoluer en ligues mineures au sein des clubs-écoles des Phillies (2000-2004), des Giants de San Francisco (2004-2006) puis des Rangers du Texas (2007). Il est invité à l'entraînement de printemps 2008 des Dodgers de Los Angeles, mais est libéré de son contrat le 31 mars.

### Orioles de Baltimore

#### Saison 2008
Alfredo signe finalement chez les Orioles de Baltimore le 30 août 2008. Il fait ses débuts en ligues majeures le 6 septembre. 

#### Saison 2009
Il est numéro trois dans la rotation des lanceurs partants des Orioles au début de la saison 2009. Une défaite ouvre sa saison le 9 avril face aux Yankees de New York. À son deuxième départ de l'année, il est blessé et doit subir une opération de type Tommy John au coude qui le garde sur la touche jusqu'à l'année suivante.

#### Saison 2010
Simón revient au jeu le 27 avril 2010 et est utilisé exclusivement comme lanceur de relève pendant la saison qui suit. À sa première partie de l'année, il protège la victoire des Orioles sur les Yankees. Le 18 mai suivant, il remporte sur Kansas City sa première victoire dans le baseball majeur. En 49 rencontres, il présente un dossier de 4 victoires et 2 défaites, 17 sauvetages et une MPM (moyenne de points mérités) de 4,93.

#### Saison 2011
Alfredo Simón se retrouve mêlé à une histoire de meurtre à la veille du Jour de l'an 2011 à Luperón en République dominicaine. Il est arrêté et suspecté d'avoir tué par balle son cousin Michael Esteban Castillo Almonte, 25 ans, et blessé le frère de ce dernier, âgé de 17 ans. L'avocat de Simón déclare que des coups de feu ont bel et bien été tirés, mais dans les airs pour célébrer la nouvelle année, et que le joueur de baseball ne peut être responsable de la mort de la victime puisque celle-ci a été atteinte de projectiles à la poitrine. 
Simón est écarté de l'effectif actif des Orioles le 18 février 2011 afin de libérer une place pour Vladimir Guerrero et placé sur la restricted list, une liste de joueurs ne pouvant pas jouer pour des raisons autres que les blessures. Un joueur sur cette liste ne reçoit pas de salaire. Simón y est placé puisqu'il est toujours détenu en République dominicaine et qu'une libération sous caution lui a été refusée. Les autorités dominicaines acceptent éventuellement, en mars, de libérer Simón sous caution, moyennant la somme de 2 millions de pesos (environ 50 000 dollars US) après avoir à deux reprises rejeté sa demande. Le lanceur rejoint les Orioles à la fin mai et dispute 23 parties durant leur saison 2011, dont 16 comme partant et 7 comme releveur. Il maintient une moyenne de points mérités de 4,90 en 115 manches et deux tiers lancées, avec 4 victoires et 9 défaites.
Accusé d'homicide involontaire, Alfredo Simón est acquitté le 8 novembre 2011, après que des tests aient démontré que le projectile fatal ne provenait pas de l'arme de l'accusé, et que personne ne l'avait vu utiliser celle-ci.

### Reds de Cincinnati
Le 3 avril 2012, Simón est réclamé au ballottage par les Reds de Cincinnati.
Il est exclusivement employé comme lanceur de relève à ses deux premières années à Cincinnati. Il y est très efficace, d'abord en 2012 avec une moyenne de points mérités de 2,66 en 61 manches lancées, puis en 2013, une année où il est utilisé à 63 reprises par les Reds et remet une moyenne de 2,87 en 87 manches et deux tiers lancées.

#### Saison 2014
En 2014, les Reds sont contraints d'ajouter Simon à la rotation de lanceurs partants à la suite de la blessure subie par Mat Latos. Il fait étonnamment bien dans ce rôle, où il n'avait pas été efficace à Baltimore en début de carrière. Simón décroche sa première invitation au match des étoiles en juillet 2014. À ce moment, il est co-meneur de la Ligue nationale avec 12 victoires, n'a subi que 3 défaites et sa moyenne de points mérités se maintient à 2,70 en 116 manches et deux tiers lancées en 18 départs.
Il termine l'année avec 15 victoires, 10 défaites, 127 retraits sur des prises et une moyenne de points mérités de 3,44 en 196 manches et un tiers lancées lors de ses 32 départs.

### Tigers de Détroit
Le 11 décembre 2014, Cincinnati échange Alfredo Simón aux Tigers de Détroit pour l'arrêt-court Eugenio Suárez et le lanceur droitier Jonathon Crawford.

### Retour à Cincinnati
Le 17 mars 2016, Simón signe un contrat d'un an avec l'une de ses anciennes équipes, les Reds de Cincinnati.